# 9 de Julio (canción)
«9 de Julio» es una canción de la banda de rock argentina Callejeros, perteneciente al álbum Señales.

## Composición y lanzamiento
«9 de Julio» es canción más exitosa del álbum (y la última que la banda compuso antes de la Tragedia de Cromañón), finalizada en agosto de 2004. La canción habla de la cotidianeidad y la rutina, haciendo una critica social a la historia repetitiva que se vive en Argentina. El nombre del sencillo es por la Avenida 9 de Julio, ubicada en el centro de la ciudad de Buenos Aires.
Su publicación fue en conjunto con el álbum Señales lanzado el 21 de marzo de 2006, logró con 75 millones de reproducciones ser el cuarto sencillo más reproducido en Spotify, destacándose como la más exitosa a nivel comercial del álbum y la que más tiene reproducciones diarias desde ese entonces.

## Letra
El estribillo de la letra, ubica al sujeto en crisis no por la situación social que vive, sino también, por una cuestión amorosa “y en el medio no te encuentro / me hundo en la ciudad / por la 9 de Julio voy con el miedo / de no verte nunca más”. También toca la búsqueda personal del sentido en medio de la caótica Buenos Aires "Y en el medio no te encuentro / Me hundo en la ciudad".